# Associazione Bocciofila Chiavarese Caudera
L'Associazione Bocciofila Chiavarese Caudera è una società sportiva di Chiavari. Nella stagione 2025 milita in Serie A, massimo livello del campionato italiano di bocce.
Fondata nel 1919, nel suo palmares vanta 6 Coppe Europa e 7 Scudetti. I colori sociali del club sono il blu e il verde.

## Storia

La formazione vincitrice della Coppa Europa nel 1991.

L'associazione è stata fondata nel 1919, prende il nome Caudera dallo storico sponsor.
Il periodo di maggior successo del sodalizio fu tra il 1990 e il 1998, quando vinse sette Scudetti consecutivi e sei Coppe Europa - di cui cinque consecutive - sotto la guida del presidente Stefano Chiappe. Nel 2019, anno in cui ha festeggiato il centenario di attività, ha ospitato il campionato italiano a coppie.
I boccisti più rappresentativi sono stati Pasquale Bruzzone e Nicola Sturla, entrambi affermatisi nella disciplina a livello mondiale.

## Palmarès
- Coppa Europa: 6[6]

1991, 1992, 1993, 1994, 1995, 1998
- Scudetti: 7[3]

1990, 1991, 1992, 1993, 1994, 1995, 1996